# 専修寺 (京都市)
専修寺(せんしゅうじ)は、京都府京都市左京区岩倉幡枝町にある、西山禅林寺派の寺院。山号は応神山。

## 概要
寛永元年(1624)、暁空源了上人を開基として、愛宕郡幡枝村字神明に創建される。
年代不明のある時期に、王子山八幡宮の鎮座する八幡山(はたやま)の南裾、石清水に移転。
明治11年(1878)、寺が老朽化により倒壊したため、愛宕郡岩倉村大字幡枝小字福枝の「善光院」に同居した。しかし間もなくして、廃仏毀釈で善光院が廃寺となり、専修寺だけが残された。
平成4年(1992)、善光院の旧本堂の老朽化に伴い、全面改築が行われる。

## 本尊

### 本尊
阿弥陀如来立像

### 脇仏
子安観世音菩薩(旧善光院本尊)